# Thermodesulfobacterium commune
Thermodesulfobacterium commune es una bacteria gramnegativa del género Thermodesulfobacterium. Fue descrita en el año 1983, es la especie tipo. Su etimología hace referencia a común. Es anaerobia estricta, termófila, inmóvil. Reductora de sulfato. Temperatura óptima de crecimiento de 70 °C. Tamaño de 0,3 por 0,9 μm. Crece individual o en parejas. Es sensible a penicilina, cicloserina, cloranfenicol y tetraciclina. Tiene un genoma de 1,7 Mpb y un contenido de G+C de 34,4%. Se ha aislado de Ink Pot Spring, Yellowstone, Estados Unidos. 